# Ходейда
Ходейда (араб. الحديدة Ель-Худайда) — четверте за величиною місто Ємену. Другий в Ємені за важливістю після Адену порт на Червоному морі. Експортує каву та шкірсировину. Шосе пов'язує місто зі столицею країни Саною (170 км на північний схід).

## Історія
Вперше місто згадується в письмових джерелах в 1454-1455 роках. В 1520-х роках було завойовано Османською імперією і згодом Ходейда стала одним з головних портів вілайєта Ємен. З XVII століття Ходейда перебувала під контролем єменських імаматів.

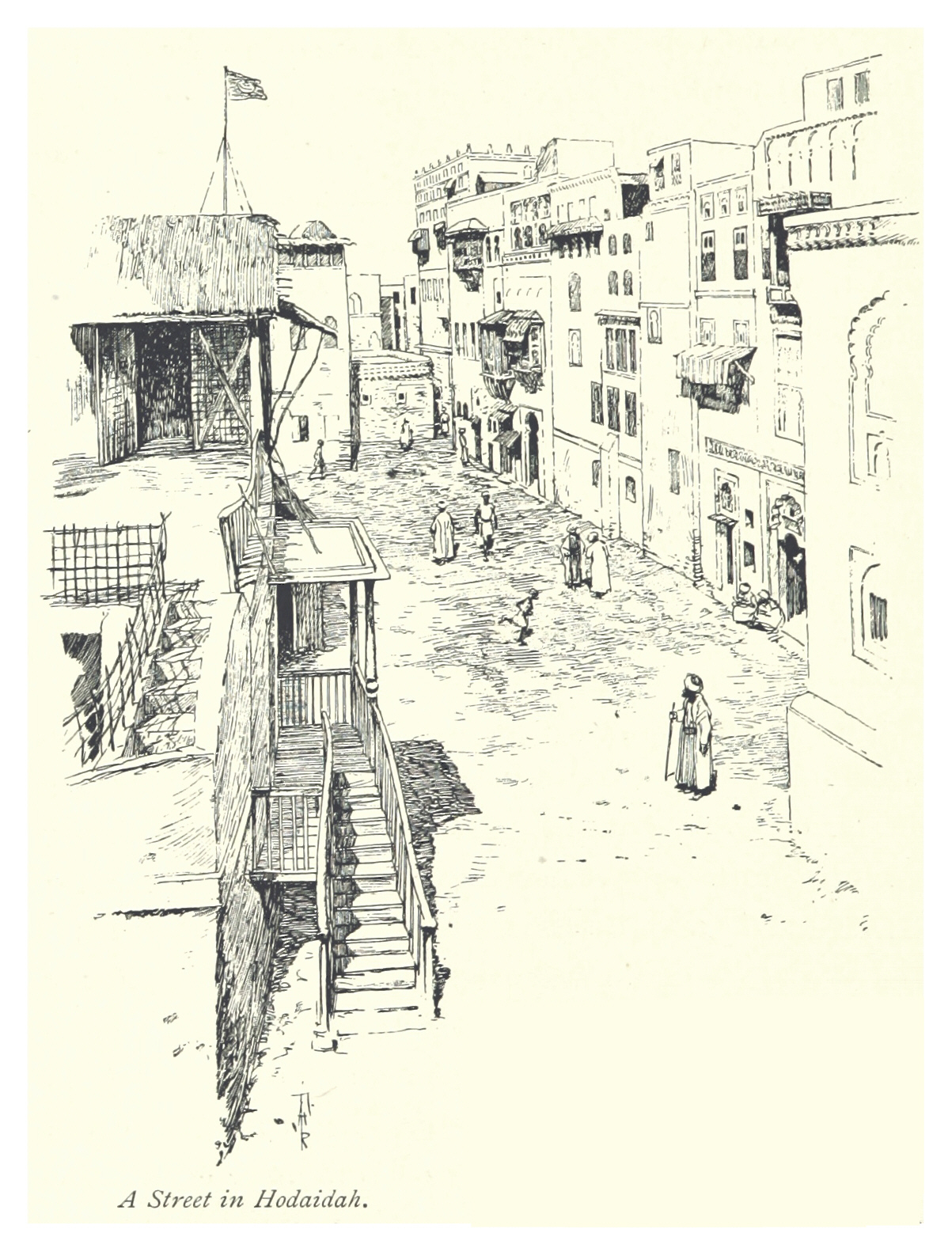
Вулица Ходейди в 1893 роцi.

Турки знову заволоділи містом в XIX столітті. У 1899 році місто стало центром вілайєта Ходейда.
У 1914 році, під час Першої Світової війни, німецькі війська на чолі з Майором Фрайхеррской корони Отмаром Штоцінгеном, побудували безпровідну станцію в ель-Ходейді. Станція була використана як єдина точка повідомлення під час Арабського повстання, між Константінополем і Німецькою Східною Африкою, а також для радіомовлення в таких країнах, як Судан, Сомаліленд, та Абісинія (сучасна Ефіопія). Потім місто на деякий час було окуповано англійськими військами, а після закінчення Першої світової війни передано султанату Асір.
У 1925 році імам Ємену Яхья Хамід бен Мухаммед-ад-Дін відвойовує порт Ходейда і регіон прибережної Тіхами у Ідрісидів. Таким чином Ходейда увійшла до складу Єменського Мутаваккілітського королівства.
У 1934 році, місто було тимчасово окуповано Саудівською Аравією під час Саудівсько-єменської війни.
Після пожежі 1961 року, яка зруйнувала більшу частину міста, воно було відновлено завдяки радянській допомозі. У 1961 році при сприянні СРСР був побудований глибоководний порт і шосе (автобан) до Сани і Таїза.
Інцидент в Ходейді в 1968 році. У березні 1968 року радянські кораблі доставили в порт Ходейда велику партію зброї для військових частин командувача республіканськими військами Хасана аль-Амрі. Це зіграло вирішальну роль у поразці прихильників монархії, проте спровокувало бойові зіткнення в місті між різними угрупованнями республіканців. Головну роль в інциденті в Ходейді зіграв молодший офіцер Алі Абдалла Салех, за що отримав медаль.
У 1970-ті і 1980-ті роки, це місто використовувалося радянськими військово-морськими військами.
Заворушення в 2011 році. У березні 2011 року в Ходейді відбувалися заворушення. Поліція відкрила стрілянину по демонстрантах, коли ті попрямували до будівлі мерії.

## Економіка i транспорт
Ходейда — другий за значенням порт в Ємені. Місто пов'язане автомобільними дорогами з Таїзом і столицею країни Сана (170 км на північний схід). У місті є міжнародний аеропорт
Експорт кави, сухофруктів шкірсировини. У місті розвинене виробництво бавовняни, деревообробне та суднобудівне виробництво. Діє рибопромисловий комплекс, побудований за сприяння Радянського Союзу.

## Населення
| Рік                     | 1974    | 1981    | 1986    | 1994    | 2001    | 2004    |
| Населення, тис. жителів | 100 000 | 126 000 | 155 000 | 298 452 | 425 000 | 402 560 |

## Клімат
| Клімат міста              | Клімат міста | Клімат міста | Клімат міста | Клімат міста | Клімат міста | Клімат міста | Клімат міста | Клімат міста | Клімат міста | Клімат міста | Клімат міста | Клімат міста | Клімат міста |
| Показник                  | Січ.         | Лют.         | Бер.         | Квіт.        | Трав.        | Черв.        | Лип.         | Серп.        | Вер.         | Жовт.        | Лист.        | Груд.        |              |
| Середній максимум, °C     | 29,9         | 30,6         | 31,9         | 34,5         | 36,5         | 37,7         | 38,3         | 38,1         | 36,8         | 34,8         | 32,1         | 30,5         |              |
| Середня температура, °C   | 25,3         | 25,9         | 27,2         | 29,5         | 31,6         | 32,9         | 33,5         | 33,2         | 31,9         | 30,0         | 27,4         | 25,6         |              |
| Середній мінімум, °C      | 20,7         | 21,2         | 22,5         | 24,6         | 26,7         | 28,1         | 28,7         | 28,4         | 27,1         | 25,2         | 22,8         | 20,8         |              |
| Норма опадів, мм          | 5            | 5            | 4            | 2            | 6            | 1            | 4            | 13           | 12           | 7            | 4            | 4            |              |
| ------------------------- | ------------ | ------------ | ------------ | ------------ | ------------ | ------------ | ------------ | ------------ | ------------ | ------------ | ------------ | ------------ | ------------ |
| Джерело: Climate-Data.org |              |              |              |              |              |              |              |              |              |              |              |              |              |